# Ryerson Image Centre
Ryerson Image Center, (dříve známé jako Ryerson Gallery and Research Center), je zrekonstruovaná a přestavěná budova bývalého skladiště v Gould and Bond Streets v kampusu Ryerson University v Torontu, Ontario, Kanada. Centrum zahrnuje galerii, sbírky, výukové, výzkumné a výstavní prostory a sdílí budovu se School of Image Arts.

## Historie
Galerie byla oficiálně otevřena 29. září 2012.
Nová budova navržená torontským architektem Donaldem Schmittem z Diamond and Schmitt Architects obsahuje:
- Tři veřejné galerijní prostory
- Prosklená vstupní kolonáda, která hostí Novou mediální zeď Salaha J. Bachira
- Plně obsazené profesionální výzkumné centrum s kontrolou životního prostředí v muzejní kvalitě
- Klimatizovaný trezor pro uložení sbírek, včetně kolekce The Black Star Collection

Centrum bylo zčásti vytvořeno k vystavení některých z 292 000 fotografií od agentury Black Star, které obdrželo jako anonymní dar.
V srpnu 2013 byl novým ředitelem Ryerson Image Centre jmenován Paul Roth, bývalý hlavní kurátor a kameraman v Corcoran Gallery of Art. V březnu 2015 muzeum získalo archiv Berenice Abbottové, který obsahoval více než 6 000 fotografií a 7 000 negativů.